# Malibu Rescue
Pour plus de détails, voir Fiche technique et Distribution.
Malibu Rescue est une série télévisée américaine, créée par Savage Steve Holland et Scott McAboy pour Netflix. Elle a débuté le 13 mai 2019 et est la suite d'un film du même nom sorti également sur Netflix, suivi de la première saison de huit épisodes le 3 juin 2019. La série met en vedette Ricardo Hurtado, Jackie R. Jacobson, Abby Donnelly, Alkoya Brunson et Breanna Yde.

## Synopsis
Après avoir causé de nombreux ennuis, Roger, le beau-père de Tyler le punit en l'envoyant au programme de sauvetage junior de Malibu, où il rencontre un groupe d'ados originaires de la Vallée. Ensemble, ils vont prouver qu'ils méritent de participer au programme avec tous les autres ados de Malibu. Lorsque le directeur du programme, Gavin Cross, révèle qu'il a seulement laissé Tyler et ses camarades participer au programme afin qu'ils échouent et qu'il ne soit plus obligé de prendre des enfants de la Vallée, le groupe décide de s'unir pour gagner le grand concours des sauveteurs juniors et ainsi obtenir leur propre tour pour l'été.

## Fiche technique
- Titre original : Malibu Rescue
- Création : Savage Steve Holland et Scott McAboy
- Réalisation : Savage Steve Holland
- Scénario : Savage Steve Holland, Scott McAboy, Jed Elinoff et Scott Thomas
- Direction artistique : Dorian Vernacchio
- Décors : Deborah Raymond
- Costumes : Courtney Paige Stern
- Photographie : Keith Dunkerley
- Montage : Michael John Bateman
- Musique : Zack Ryan
- Production : Amy Sydorick
- Société de production : Pacific Bay Entertainment, Entertainment Force
- Société de distribution : Netflix
- Pays d'origine :  États-Unis
- Langue originale : anglais
- Format : couleur
- Genre : comédie
- Durée : 69 minutes
- Date de sortie :
  -  : 13 mai 2019 (Netflix)

## Distribution

### Acteurs apparaissant dans le film et dans la série
- Ricardo Hurtado (VF : Julien Crampon) : Tyler
- Jackie R. Jacobson (VF : Clara Quilichini) : Dylan
- Abby Donnelly (VF : Clara Soares) : Lizzie McGrath
- Alkoya Brunson (VF : Kaycie Chase) : Eric Mitchell
- Breanna Yde (VF : Pauline Ziade) : Gina
- JT Neal (VF : Hugo Brunswick) : Brody
- Ian Ziering (VF : Alexandre Gillet) : Garvin Cross
- Jeremy Howard (VF : Julien Allouf) : Vooch
- Jeff Meacham (en) (VF : Xavier Béja) : Roger Gossard, le beau-père de Tyler
- Catia Ojeda (VF : Sabeline Amaury) : Diane, la mère de Tyler
- Ella Gross (VF : Charlotte Hennequin) : Sasha Gossard, la demi-sœur de Tyler
- Bryana Salaz (en) (VF : Lily Rubens) : Logan
- Camaran Engels (VF : Cédric Lemaire) : Spencer
- Mary Passeri : Wendy McGrath, la mère de Lizzie
- Michael Mourra (VF : Charlotte Hennequin) : Jeffy

### Acteurs apparaissant uniquement dans le film
- Curtis Armstrong : M. Rathbone, le concierge du lycée
- Treisa Gary : Officier Wagstaff
- Austin Fryberger : Craig
- Molly Haldeman : la mère de Jeffy
- Rodney J. Hobbs : le maire de Malibu

### Acteurs apparaissant uniquement dans la série
- Zahf Paroo (VF : Sam Salhi) : Thornton Pavey
- Kartik Ash (VF : Martin Faliu) : Chote Pavey
- Anthony Alabi (en) (VF : Raphaël Cohen) : Derek Mitchell, le père de Eric
- Angel Laketa Moore : la mère d'Eric
- Leigh-Allyn Baker : la mère de Dylan
- Curtis Schurer : Adam Schwartzman

## Malibu Rescue: La série

### Synopsis
Cette série suit le jeune groupe de sauveteurs débutants et déchaînés après avoir revendiqué leur droit sur la plage de Malibu. Ensemble, ils vont vivre de nombreuses aventures et passer un été inoubliable.

### Épisodes
1. Les petits losers débarquent (Fresh Off the Bus)
2. Fiesta ou fiasco ? (Escape from Party Beach)
3. En jet pour elles (The Splash and the Furious)
4. Le Bébé de Malibu (Sand and Deliver)
5. C'est l'amour à la plage (Stranger Flings)
6. Formid-algue entraide (With a Little Kelp from My Friends)
7. Tour, ponton et manipulation (Pier Pressure)
8. Thornton et le secret des tours (Every Rose Has Its Thornton)

## Sauvetage à Malibu: Une nouvelle vague
Un téléfilm de 70 minutes vient conclure la série. Il a été mis en ligne le 4 août 2020.